# Mariam Shengelia
Mariam Shengelia (en géorgien : მარიამ შენგელია), née le 14 mai 2002 à Mingrélie, est une chanteuse géorgienne. Elle représente la Géorgie au concours Eurovision 2025 avec la chanson Freedom (en), sans parvenir à se qualifier pour la finale. Elle est également membre du groupe Mix2ura,.

## Biographie

### Jeunesse
Shengelia naît le 14 mai 2002 à Mingrélie en Géorgie,,. Elle passe sa jeunesse à Tbilissi ; puis elle part vivre à Zougdidi vers l’âge de 10 ans. Elle retourne dans la capitale quelque année plus tard pour intégrer le conservatoire d'État de Tbilissi, où elle se forme en musique.

### Carrière musicale
En 2018, elle gagne en popularité et est découverte par le grand public grâce à une belle performance lors d’un jeu télévisée. Sur X Factor Georgia (en), l’équivalent de The X Factor, elle atteint la demi-finale. L’année suivante, elle termine 6e du concours permettant de choisir le représentant de la Géorgie à l’Eurovision. Elle continue à participer à des émissions télévisées comme The Voice (en) (demi-finale) en 2021, et le Dancing with the Stars géorgien en 2025 (2e place).
En mars 2025, elle annonce qu’elle va représenter son pays au concours de l’Eurovision à Bâle, avec le titre anglo-géorgien Freedom,. Lors de la demi-finale, elle réalise une performance « un poil vieillot » dont « tous les éléments réunis ne fonctionnent pas ensemble » selon Eurovision au quotidien. Elle ne se qualifie pas pour la finale malgré une « performance immense ».

## Prise de position
Shengelia est critiqué par le public pour son soutien officiel au Rêve géorgien, le parti politique pro-russe du pays. Elle participe néanmoins aux manifestations de 2023-2024 contre le gouvernement et publie sur son compte Facebook un message dénonçant le positionnement de l’État géorgien sur l’Invasion russe de l'Ukraine par la Russie.